# Höglandsleden
Der Höglandsleden ist ein schwedischer Wanderweg in der Provinz Småland. Der Wanderweg ist ein Rundwanderweg, der über 454 Kilometer durch das småländische Hochland führt. Teile des Wanderwegs gehören zum europäischen Fernwanderweg E6.
Zwischen Vikskvarn und Asa (60 km) wird der Wanderweg auch Sävsjöleden genannt und zwischen Asa und Ingatorp (142 km) Njudungsleden. An den Wanderweg schließen im Osten der  Sevedeleden an, im Nordosten der Anebyleden und der Östgötaleden, im Südosten der Vildmarksleden, im Südwesten der Sigfridsleden und im Westen bei Hestra der Gislavedsleden und der Järnbärarleden.
In ausreichenden Abständen befinden sich Rast-/Zeltplätze mit Windschutzhütten und Feuerstellen.
Während der Zeit der Elchjagd sollte der Wanderweg nur mit Vorsicht begangen werden. Es wird erwartet, dass alle Wanderer das Allemansrätt beachten und generell schonend mit Umwelt und Natur umgehen.